# Sibiti
Ne pas confondre avec les Sibitti, des divinités de Mésopotamie
Sibiti est le chef-lieu du département de la Lékoumou en République du Congo. Sibiti est, par ailleurs, un district de ce département de la Lékoumou. La ville comptait 33 887 habitants en 2023, date du dernier recensement officiel du pays,.
La ville se trouve entre Brazzaville et Pointe-Noire (à 320 km de Brazzaville et à 380 km de Pointe-Noire).

## Personnalités liées
- Sylvain Bemba (1934-1995), écrivain, dramaturge et journaliste ;
- Ange Diawara (1941-1973), militaire et homme politique ;
- Thérèze Gamassa (1942-2022) femme politique ;
- Clément Mouamba (1943-2021), homme politique ;
- Antoinette Dinga-Dzondo (1955-), économiste et femme politique ;
- Toussaint Ngoma Foumanet (1975-), prélat cathoique congolais
- Theddy Ongoly (1981-), footballeur.